# Guttera
Guttera es un género de aves galliformes de la familia Numididae.

## Especies
Se reconocen las siguientes subespecies:
- Guttera plumifera
- Guttera pucherani
- Guttera verreauxi
- Guttera edouardi